# Papírový počítač
Papírový počítač je buďto prostým papírovým modelem některého reálného počítače nebo zároveň takový model umožňuje i simulovat provádění počítačových programů, popř. specializovaných výpočtů formou postupného vykonávání jednotlivých kroků.
Dalším charakteristický rysem papírového počítače je to, že je kompletně nebo z větší části vyroben z klasického papíru a je možné ho relativně snadno sestavit s pomocí nůžek a lepidla či lepicí pásky.

## Vznik a historie papírových počítačů
Papírové počítače (s výjimkou prostých modelů) vznikly jako náhražka jiných početních pomůcek např. kalkulaček) anebo jako didaktická pomůcka, sloužící k výuce programování. Zde popsané papírové počítače se objevovaly v 60. až 90. letech dvacátého století ve světě i tehdejším Československu. Hlavní role papírových počítačů – náhražka tehdy nedostupných nebo obtížně přístupných počítačů, ať už sálových nebo později osobních – postupně skončila s dostupností výpočetní techniky na přelomu 80. a 90. let dvacátého století.

## Papírové počítače pro simulaci reálných počítačů
Jedná se o takové modely z papíru, které umožňují simulovat činnost počítačů v tom smyslu, že obsahují paměťové registry a umožní interpretovat programový kód („program“) včetně podmíněných skoků apod. Díky tomu lze v těchto modelech „spouštět“ (přesněji manuálně interpretovat) nejrůznější programy tak, jak by je vykonával počítač a učit se tak základům programování.

### Galerie vybraných počítačů

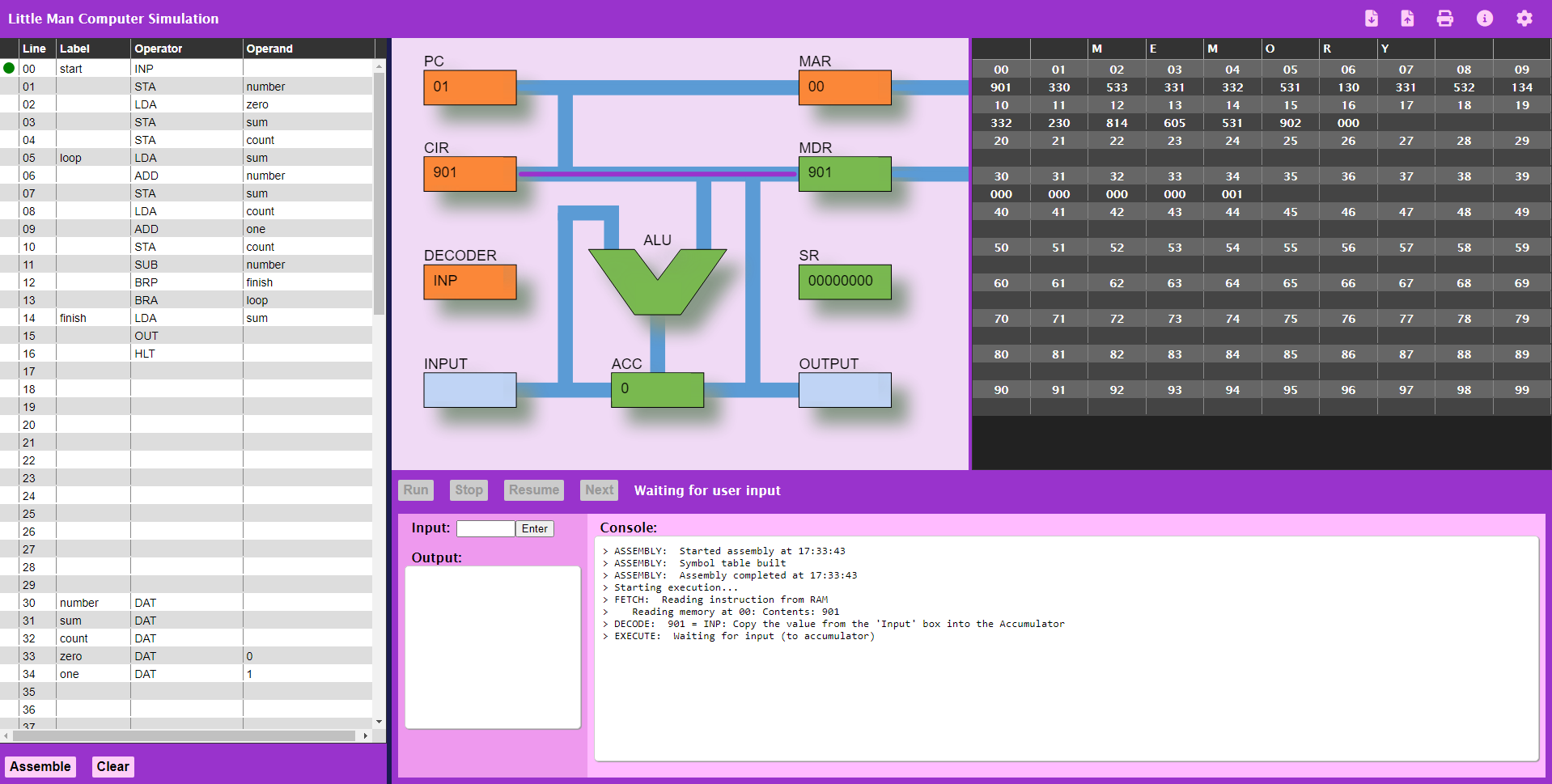
Little Man (PC simulátor)
CARDIAC (PC simulátor)
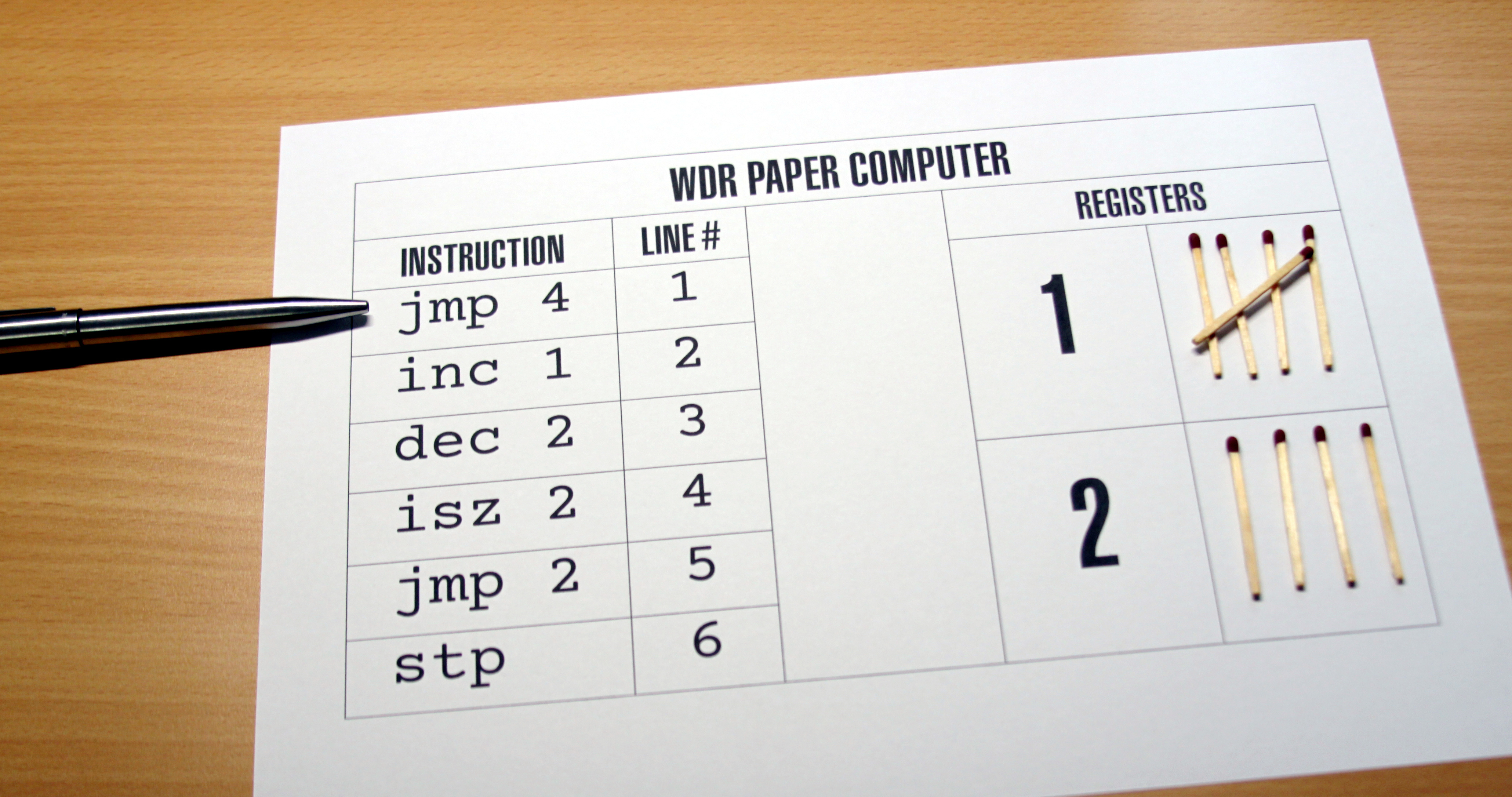
WDR (papírový model)
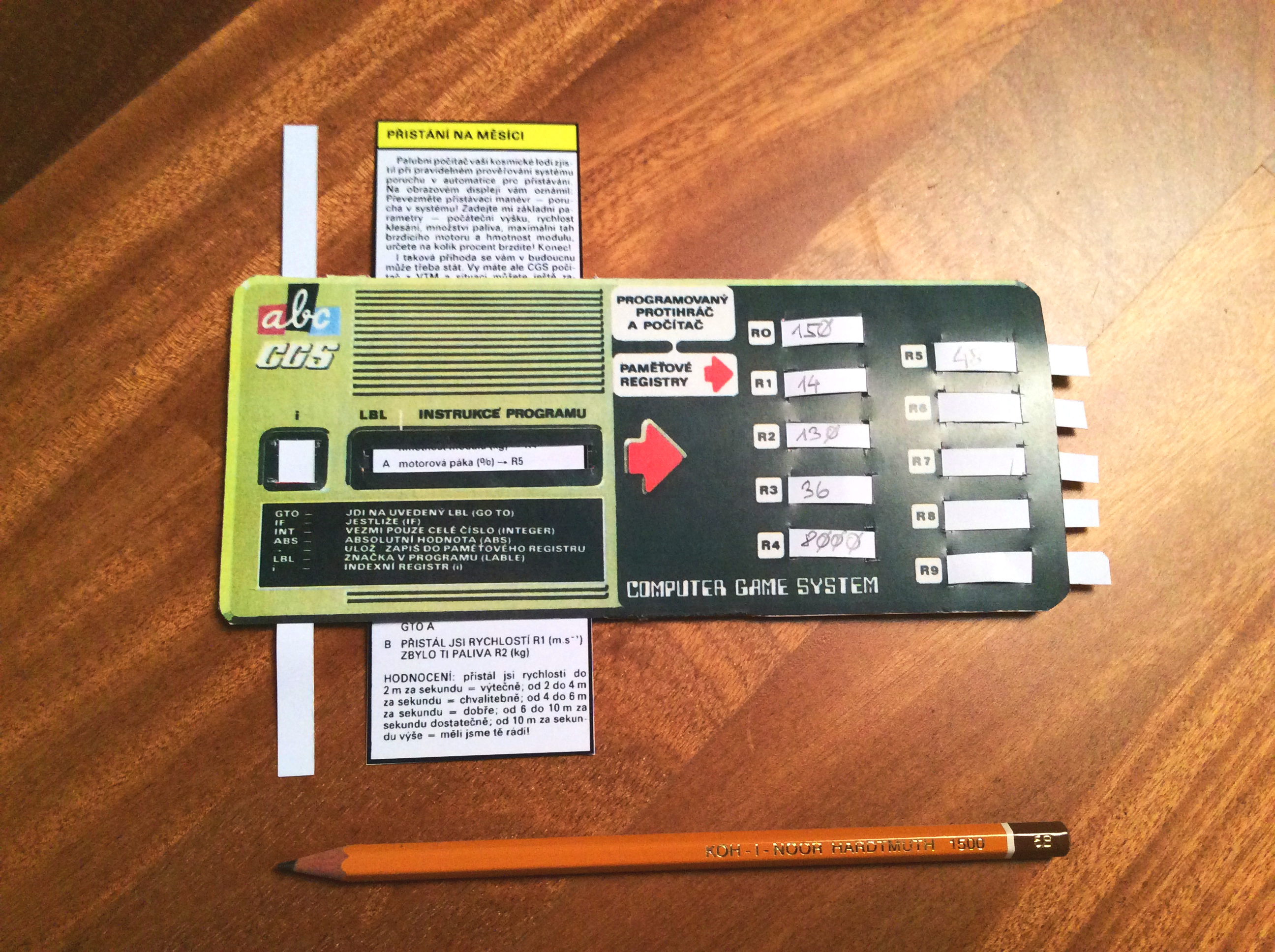
CGS (papírový model)

### Little Man Computer (LMC) (USA, 1965)
Vyvinut Dr. Stuartem Madnickem, LMC představuje typu papírového počítače "papír-tužka". Počítač zde byl symbolicky reprezentován jako "malý mužík, uzavřený v poštovní místnosti, kde je sto poštovních schránek (registry, uchovávající buďto data, nebo kód), dále schránky typu INBOX, OUTBOX, akumulátor a program counter. Nejvíce se svým pojením blíží k assembleru.

### Papírový počítač CARDIAC (USA, Bell Telephone Laboratories, 1968)
CARDIAC (CARDboard Illustrative Aid to Computation) vznikl jako učební pomůcka pro americké středoškolské studenty. Obsahoval 99 proměnných (paměťových registrů) a 10 příkazových instrukcí, blízkých strojovému kódu, včetně podmíněných skoků. Pro kód a paměťové příkazy byly v papírovém modelu počítače výřezy, do kterých se zasouvaly proužky papíru pro čtení/zápis registrů a kódu. Pojetím se opět nejvíce blíží programování v assembleru.

### WDR paper computer (Západní Německo, 1980)
Autorem WDR papírového počítače je Wolfgang Back. Používal základní instrukční sadu typu „inc“, „dec“, „jmp“ apod. a paměťové registry. Byl představen v německé televizi a počítačových časopisech „mc“ a „PC Magazine“. Dočkal se 400000 výtisků. Zvláštností bylo použiti psacího pera jako instrukčního řadiče a použití zápalek v registrech. Papír zde sloužil pouze jako podkladová šablona pro zápis instrukcí / registrů.

### Papírový počítač CGS (ČSSR, ABC / VTM / Logika v kostce, 1980-1982)
CGS (Computer Gaming System) vyšel poprvé v časopise ABC číslo 7 v roce 1980, a o dva roky později v časopise VTM a speciálu Logika v kostce. Pracuje na velmi podobném principu jako CARDIAC (paměťové registry, indexní registr, interpretovaný kód na samostatné papírové kartě). Technikou programování se nachází na pomezí programovatelných kalkulátorů a vyšších programovacích jazyků (např. interpret jazyka BASIC na osmibitových počítačích).
Pro CGS vyšlo několik desítek karet s programy a díky nákladu a dvojí reedici se stal nerozšířenějších papírovým počítačem v tehdejším Československu. I po 45 letech od svého vzniku je citován v diskusních fórech, blozích a samostatných článcích jako vzpomínka na začátky programování. 

### Papírový minipočítač Zenit (ČSSR, Zenit pionierov, 1989-1990)
Minipočítač Zenit vyšel v časopise v Zenit pionierov č. 1/1989–90 v září 1988, v číslech 2 (6, 10, 11, 12, 17, 18, 19, 21–22, 23–24)/1989–90 vyšlo celkem 10 her. Princip funkčnosti je stejný jako u CARDIAC/CGS, navíc vylepšený o grafický panel (barevnou „obrazovku/displej”) rovněž vkládaný do samostatného výřezu, ve kterém se nachází herní pole (např. tenisové hřiště). Technika programování rovněž obdobná jako u CGS.
Papírový minipočítač Zenit představuje vrchol československé scény papírových počítačů. Je kvalitně graficky zpracovaný, navíc obohacený nápadem nového prvku grafického displeje – herního pole. Jeho handicapem byla doba uvedení – sedm let po CGS a ve zlomových letech 1989/90, kdy začal masivní import osobních počítačů do domácnost I firem, popř. výroba jejich tuzemských klonů. Dostupnost reálných počítačů tak zapříčinila postupný konec zájmu o jejich papírové simulátory.

## Papírové počítače pro jednorázové výpočty či hry
Jedná se o takové modely z papíru, které s pomocí posloupnosti kroků umožňují provést konkrétní výpočet nebo posloupnost programových kroků, které vedou ke konečnému výsledku (výpočet hodnoty, ukončení hry apod.). 

### Logaritmický kotouč (ČSSR, Svépomoc Praha, 19??)
Jedná se o papírovou o podobu kruhového logaritmického pravítka pro operace násoben, dělení, umocňování a odmocňování, která byla vyrobena ve formě kruhového disku z tuhého papíru s pohyblivou ryskou z celuloidu. Příkladem je český výrobek nazvaný „Logaritmický kotouč“.

### Počítací automat KOPA (ČSSR, ABC, 1965)
KOPA (KOuzelný PočítAč) vyšel v časopise ABC číslo 10 v roce 1965. Jednalo se o jednoduchou hru, kde s pomocí vystřižení a podlepení pěti tabulek s čísly mohl jejich majitel „uhádnout“ číslo, které si vybral jeho oponent; pohyb v tabulce se řídil určitým algoritmem.

### Papírový protihráč PAP (ČSSR, ABC, 1971)
PAP (PApírový Protihráč) Vyšel v časopise ABC číslo 12 v roce 1971. Obsahoval algoritmus počítačové hry typu NIM (odebírání 1 až n kamenů z množství x kamenů, „počítač“ a hráč je odebírají střídavě, na koho zbude poslední kámen, ten prohrává). Proces opět algoritmický. Vystřihovánka počítače byla v designu ČSD.

### Papírový protihráč PAP 15 (ČSSR, ABC, 1977)
Vyšel v časopise ABC, říjen 1977. Princip stejný jako v případě PAP (1971), od svého předchůdce se lišil designem.

## Nepřesné či alternativní pojmy papírový počítač/hardware

### „Paper computer" jako počítač nevyrobený z papíru
Jako „papírový počítač“ („paper computer“) se příležitostně označují prototypy elektronických počítačů či smartphonů, které jsou velmi tenké, popř. tenké a ohebné; vzhledem k použitým materiálům a technologiím se však nejedná o počítače z papíru. Další varianty „nepravých“ papírových počítačů jsou takové, kde je pouze jejich skříň vyrobena z lepenky (APC.io, Google AIY Voice Kit, Google AIY Vision Kit apod.).

### Papír jako paměťové médium

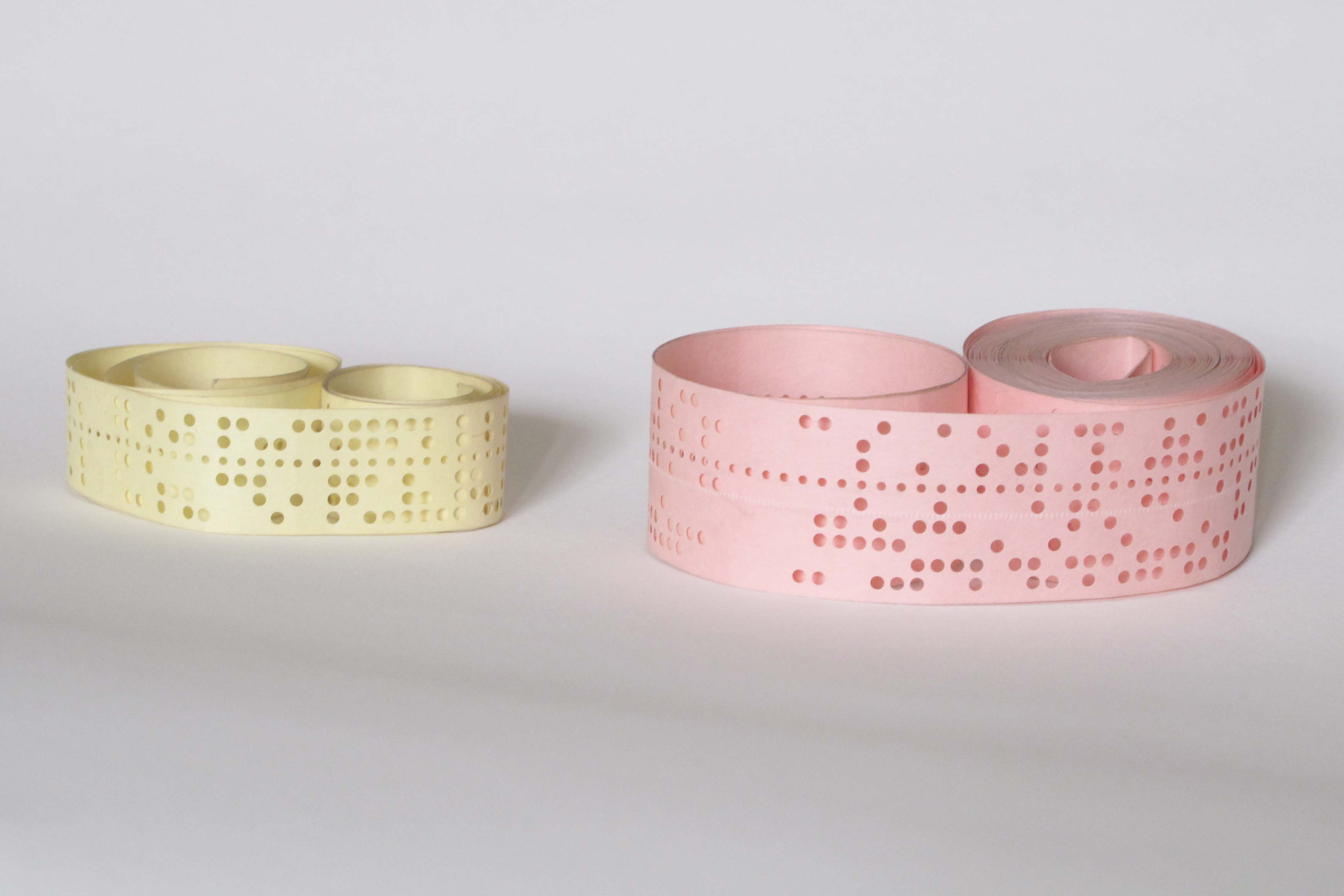
Papírová děrná páska

Samostatnou kategorií je použití papíru jako média pro uchování počítačových dat a programů z dob, kdy odpovídající technologie pro magnetický/optický záznam nebyly k dispozici nebo byly obtížně dostupné. Typickými představiteli takových médií jsou děrné štítky a děrné pásky.

### Elektronický papír jako displej

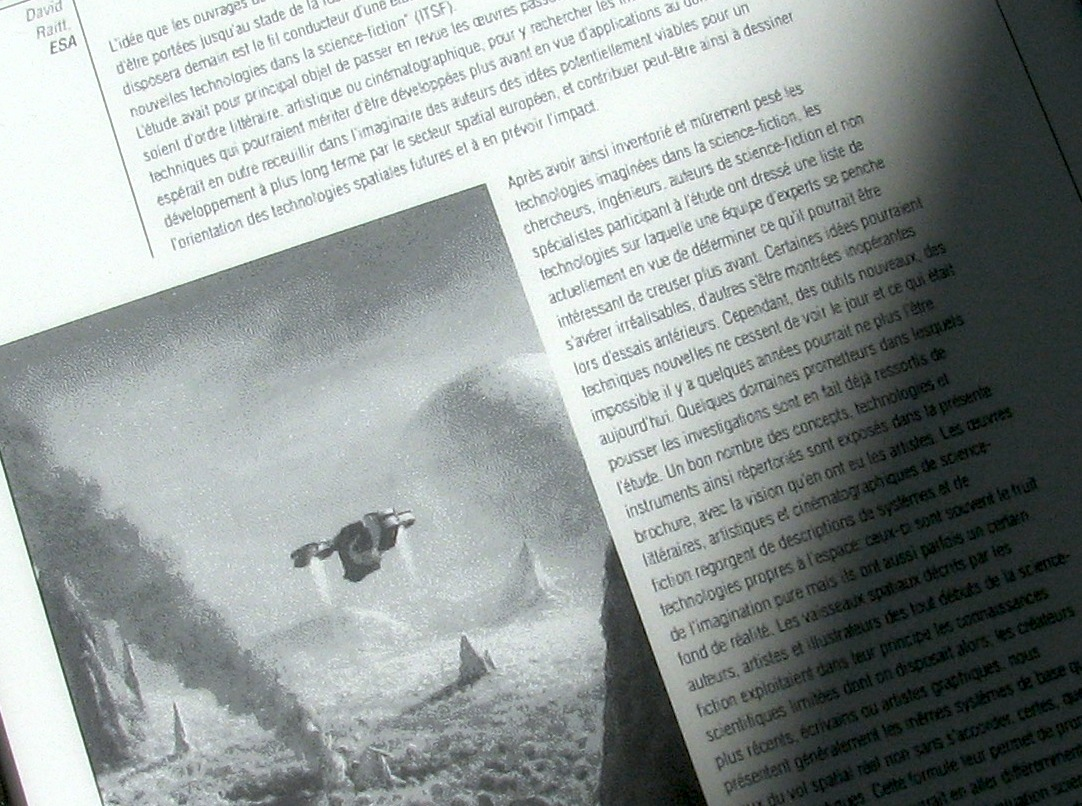
Elektronický papír

Nejedná se ve skutečnost o klasický papír, ale alternativní označení zobrazovacích jednotek (displejů z plastů), nejčastěji používaných u čteček elektronických knih. Tyto displeje používají pro zobrazení jemné kapičky inkoustu, u kterých elektronický ovládají jejich viditelnost. Odsud název „elektronický inkoust“ a následně i nepřesně „elektronický papír“.

### Papírový počítač jako prostý model
Modely počítačů z papíru (též „vystřihovánky“) jsou pouze maketami reálných počítačů, bez další návaznosti na simulaci počítačových výpočtů. Důraz je kladen na shodu modelu s originálem z hlediska vnějšího vzhledu, nikoli funkčnosti.